# Notropis chlorocephalus
Notropis chlorocephalus är en fiskart som först beskrevs av Edward Drinker Cope, 1870.  Notropis chlorocephalus ingår i släktet Notropis och familjen karpfiskar. Inga underarter finns listade i Catalogue of Life.